# Recoltare

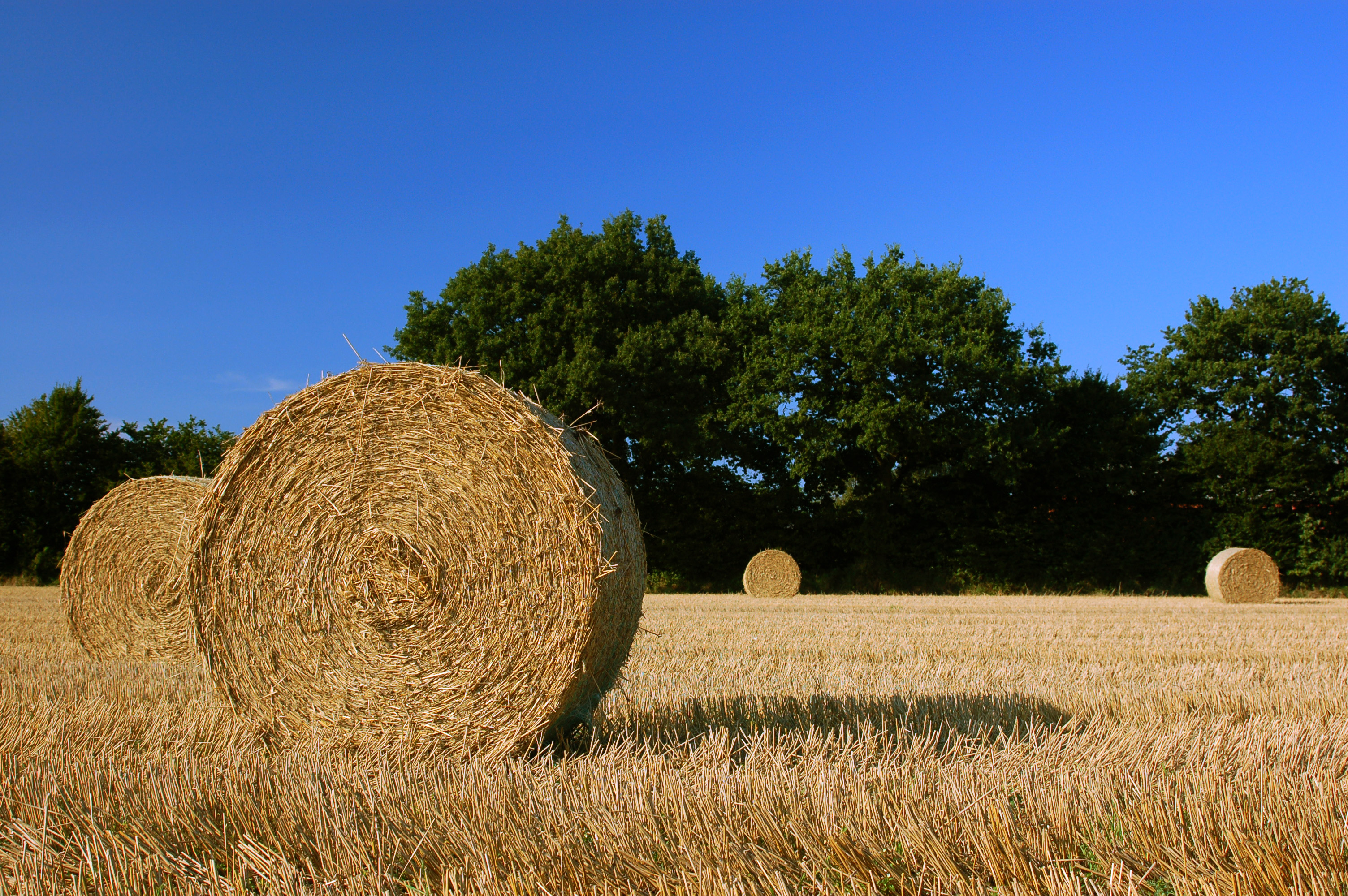
Paie pe un câmp din Schleswig-Holstein, Germania.

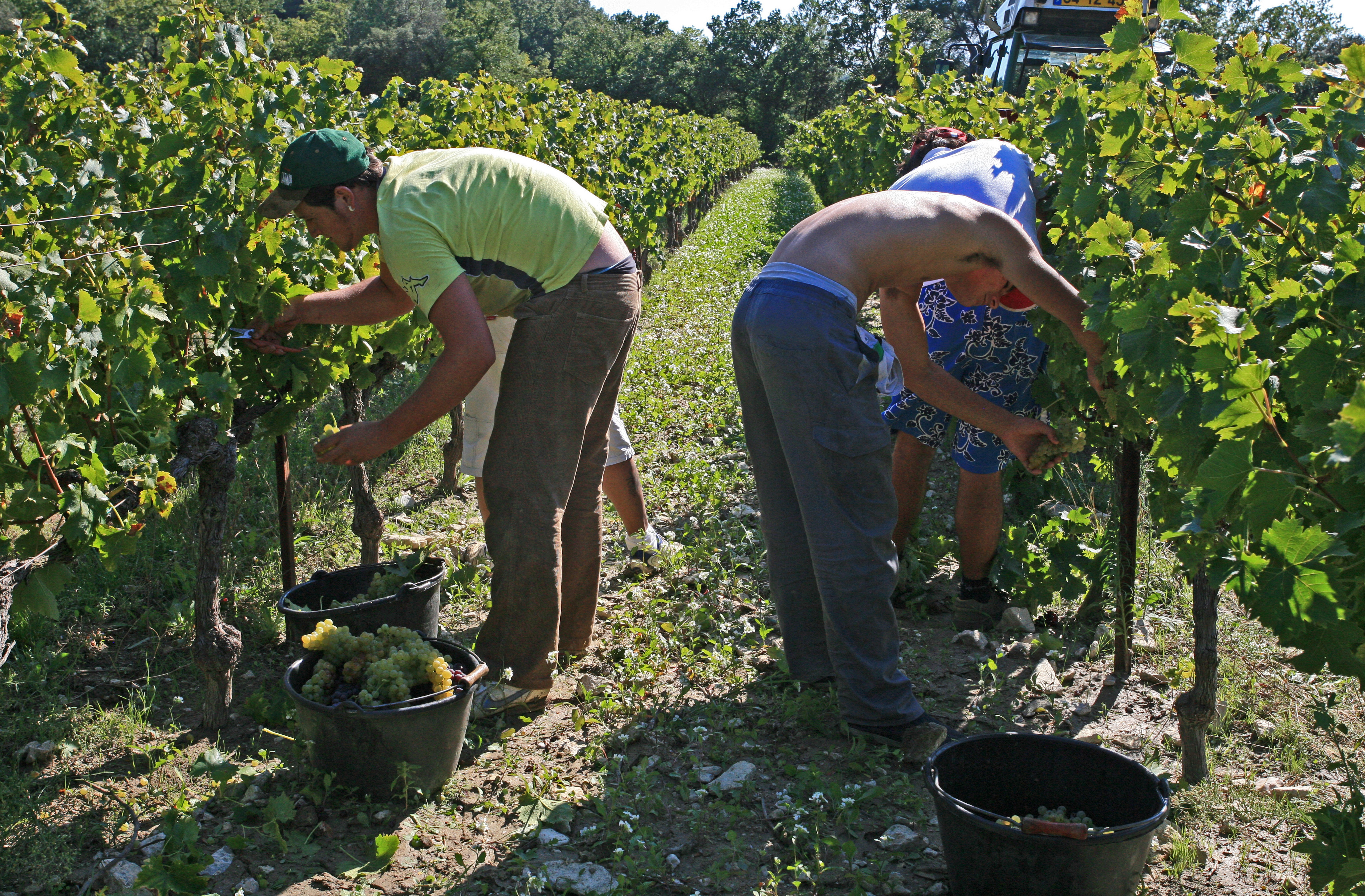
Culegători în Beaumes-de-Venise în Vaucluse, Franța.

Recoltarea este procesul de colectare a plantelor, animalelor sau peștilor (precum și al ciupercilor) pentru hrană, în special al recoltării culturilor mature. Termenul „recoltă” se referă și la produsele agricole adunate. Recoltarea cerealelor sau a leguminoaselor (numită și seceriș) presupune tăierea plantelor, de obicei cu o coasă, secera sau secerătoarea. Pe fermele mici, cu mecanizare redusă, recoltarea este adesea cea mai solicitantă etapă din sezonul agricol. Pe fermele mari, recoltarea este realizată cu utilaje agricole, precum combina. Echipamentele speciale, precum benzi transportoare delicate, înlocuiesc recoltarea manuală. În uz general, „recoltarea” poate include și manipularea post-recoltă: curățare, sortare, ambalare și răcire. Finalizarea recoltării marchează sfârșitul sezonului agricol și are o semnificație socială importantă, fiind celebrată prin festivaluri ale recoltei în multe culturi și religii.

## Alte utilizări

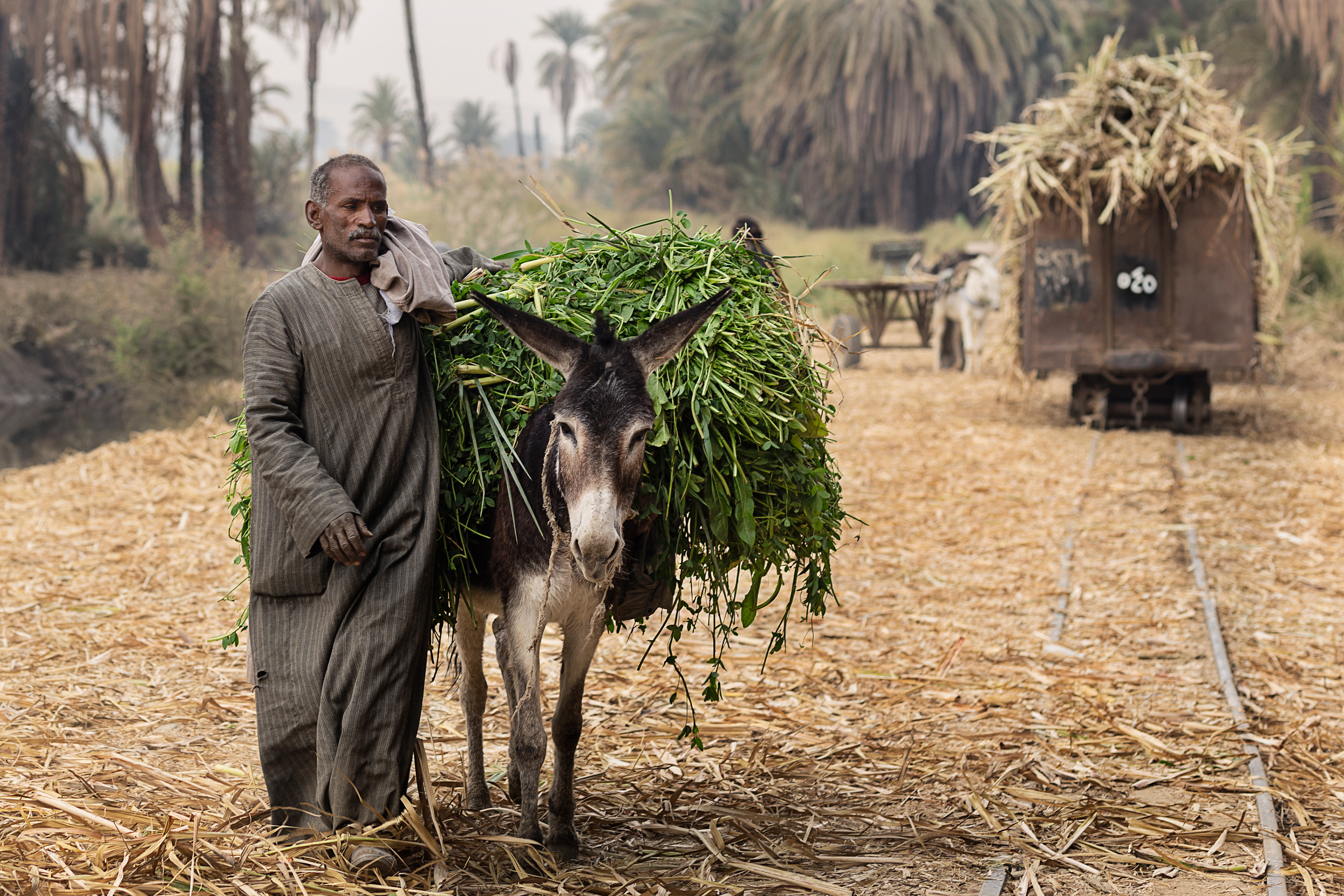
Unii oameni își folosesc propriile animale pentru recoltarea culturilor

Termenul recoltare nu se referă exclusiv la culturile agricole. În funcție de context, el este folosit și în următoarele domenii:
- În pescuit, silvicultură și viticultură, unde desemnează procesul de colectare a resursei biologice la momentul optim;
- Recoltarea sălbatică se referă la colectarea plantelor medicinale, ciupercilor comestibile sau altor produse naturale din mediul spontan.
- În contextul irigațiilor, recoltarea apei desemnează captarea și stocarea apei de ploaie pentru uz agricol sau domestic.
- Recoltarea energiei se referă la procesul de captare și stocare a energiei din surse regenerabile, precum energia solară, energia termică, energia eoliană, energia cinetică.
- În anatomie, recoltarea cadavrelor desemnează folosirea în scopuri științifice sau educaționale.
- În medicină, recoltarea de organe se referă la extragerea de organe sau țesuturi pentru transplant.
- În economie, termenul desemnează o strategie de ieșire, precum vânzarea unei afaceri sau monetizarea unei investiții în etapa finală.

Termenul este folosit uneori și în sens figurat, de exemplu: un sportiv poate „cose” succese în competiții, iar un politician poate „recolta” voturi în timpul alegerilor.

## Eșecul recoltei

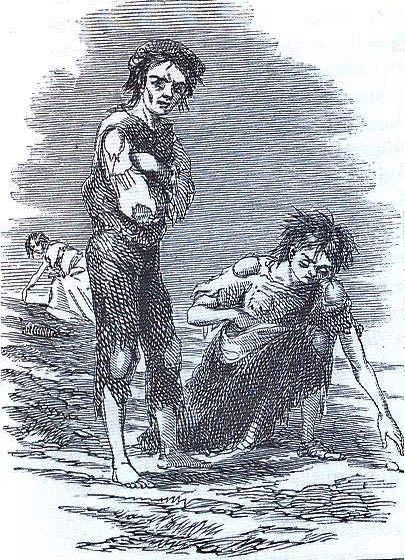
Skibbereen în timpul Marii Foamete, 1847

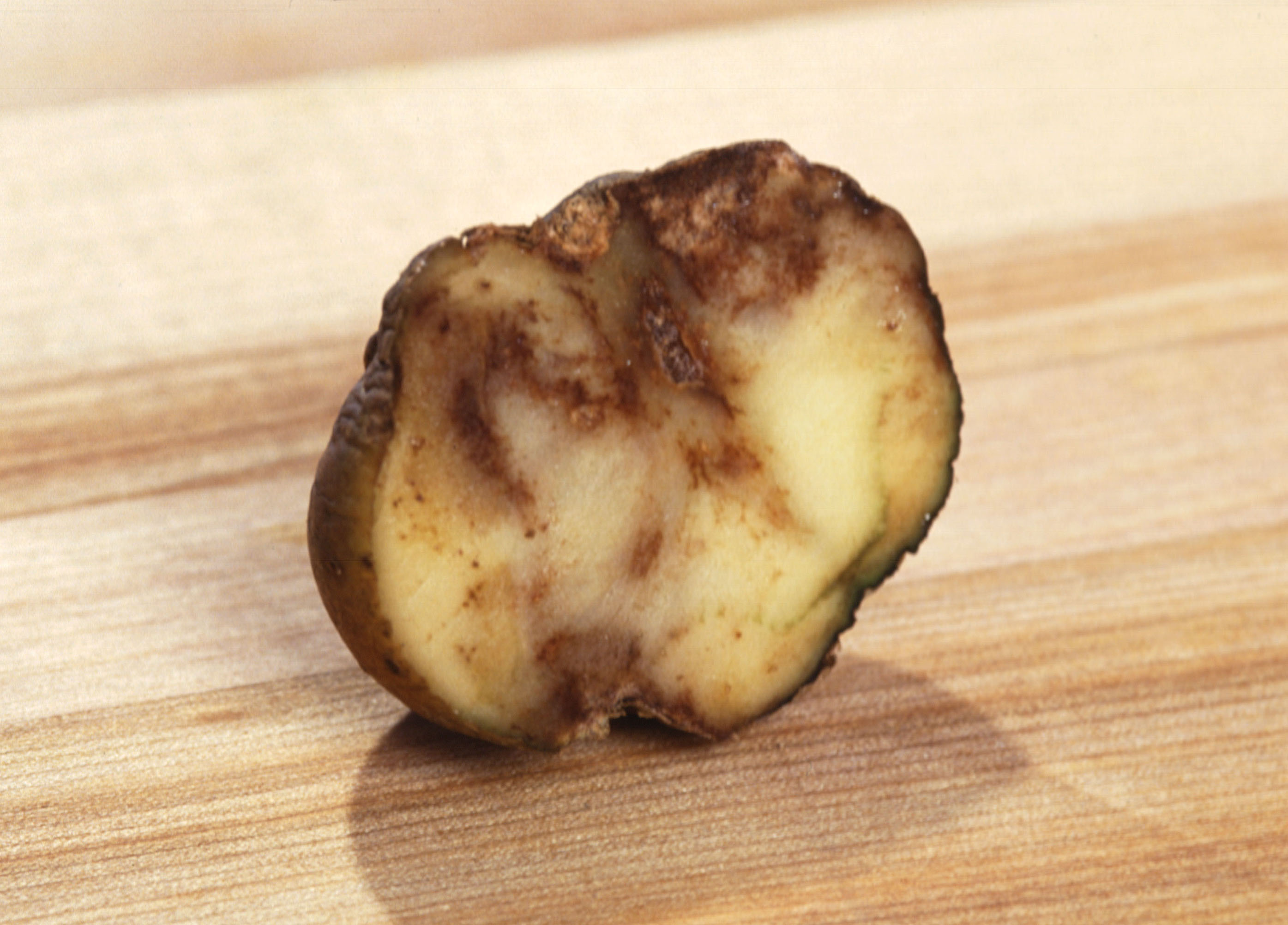
Un cartof infectat, cu simptome tipice de putrezire.

Eșecul recoltei (sau recolta ratată) reprezintă o situație în care producția agricolă este mult sub așteptări sau complet absentă, din cauza afectării plantelor într-un mod care împiedică formarea fructelor, semințelor sau frunzelor comestibile în cantitățile așteptate.
Cauzele pot fi:
- bruște și severe:
  - boli de plante (de exemplu, Marea Foamete Irlandeză)
  - erupții vulcanice (de exemplu, Anul fără vară)
  - ploi torențiale,
  - furtuni,
  - secetă.

- lente și progresive:
  - degradarea solului,
  - creșterea salinității solului,
  - eroziunea solului,
  - deșertificarea.

De-a lungul istoriei, eșecurile agricole au dus la foamete, migrații și exod rural. De-a lungul anilor, agricultura industrială nesustenabilă, caracterizată prin monoculturi și utilizarea intensivă a îngrășămintelor chimice și pesticidelor, a dus la degradarea fertilității solului și la scăderea randamentului culturilor. Fertilizarea chimică elimină necesitatea regenerării naturale a solului, iar comerțul internațional maschează efectele negative locale, prevenind transformarea recoltelor slabe în foamete. În contextul creșterii constante a populației mondiale și a suprapopulării locale, chiar și scăderile ușoare ale randamentelor pot echivala cu o recoltă parțial ratată.

## Postrecoltare

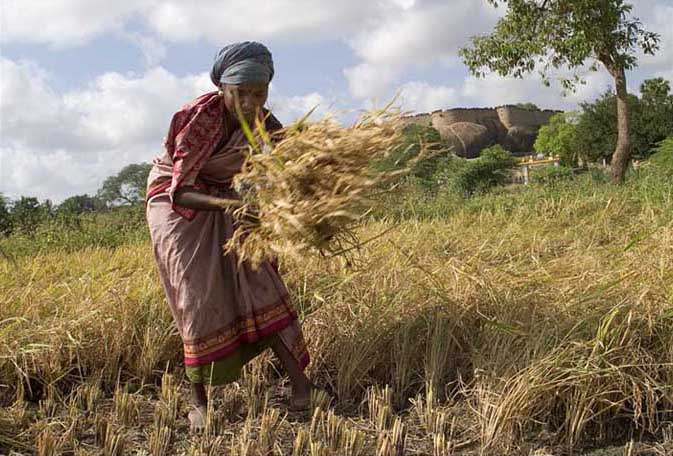
Recoltarea a fost făcută manual pentru cea mai mare parte a istoriei umane.

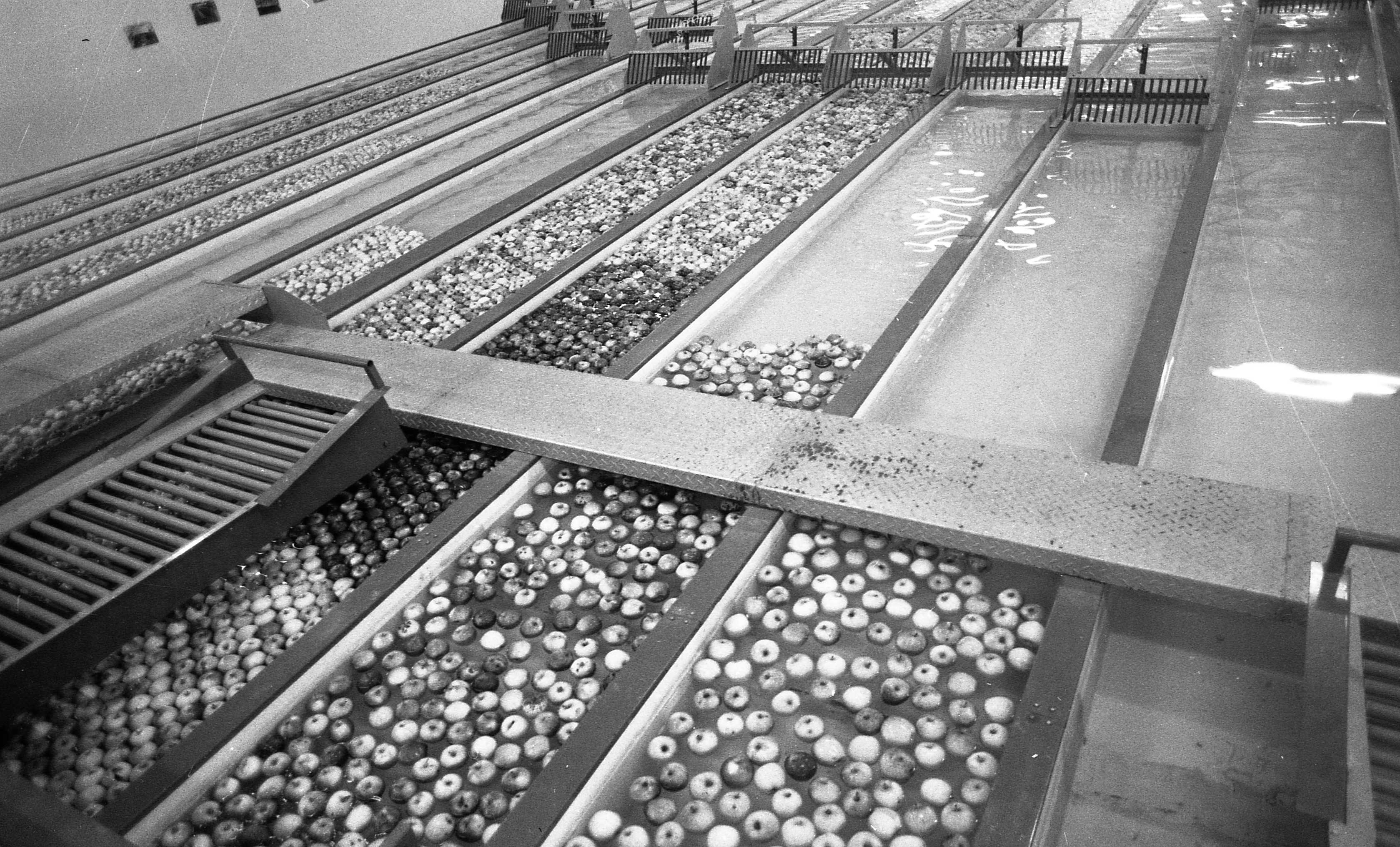
Centru pentru spălarea și sortarea fructelor

Cele mai importante obiective ale gestionării postrecoltării sunt menținerea prospețimii produsului, prevenirea pierderii de umiditate, încetinirea schimbărilor chimice nedorite și evitarea deteriorărilor fizice, precum loviturile sau zdrobirea, pentru a întârzia degradarea. Igiena joacă un rol esențial în reducerea riscului ca produsele proaspete să transporte agenți patogeni, de exemplu din cauza apei de spălare contaminate.
În țările în curs de dezvoltare, se estimează că pierderile postrecoltare de cereale alimentare cauzate de manipularea deficitară, degradare sau infestarea cu dăunători ajung la 25%, ceea ce înseamnă că un sfert din ceea ce se produce nu ajunge niciodată la consumatorul final, iar efortul și resursele investite sunt irosite. Fructele, legumele și tuberculii, fiind mult mai puțin rezistenți și în general perisabili, se degradează rapid dacă nu sunt recoltate, manipulate și transportate cu grijă. Estimările privind pierderile de producție sunt greu de cuantificat, dar unele surse indică faptul că, în cazul cartofilor dulci, bananelor, roșiilor și citricelor, acestea pot ajunge chiar la 50% din recoltă. Reducerea acestor pierderi, mai ales dacă poate fi realizată într-un mod rentabil, ar fi deosebit de importantă atât pentru producători, cât și pentru consumatori.
După recoltare, procesarea continuă de obicei într-o stație de sortare sau ambalare. Aceasta poate fi un simplu adăpost care oferă umbră și acces la apă curentă, sau o unitate mecanizată de mari dimensiuni, dotată cu benzi transportoare, stații automate de sortare și ambalare, camere frigorifice etc. În cazul recoltării mecanizate, procesarea poate începe chiar în timpul recoltării, când mașinile realizează curățarea și sortarea preliminară.
Condițiile inițiale de depozitare postrecoltare sunt esențiale pentru menținerea calității. Fiecare cultură are un interval optim de temperatură și umiditate de păstrare. În plus, unele produse agricole nu pot fi depozitate împreună, din cauza interacțiunilor chimice nedorite (emiterea de etilenă de către roșii, mere, pere). Pentru prelungirea prospețimii, în special în exploatațiile mari, sunt folosite metode rapide de răcire și sisteme avansate de refrigerare și atmosferă controlată.

## Festivalul recoltei

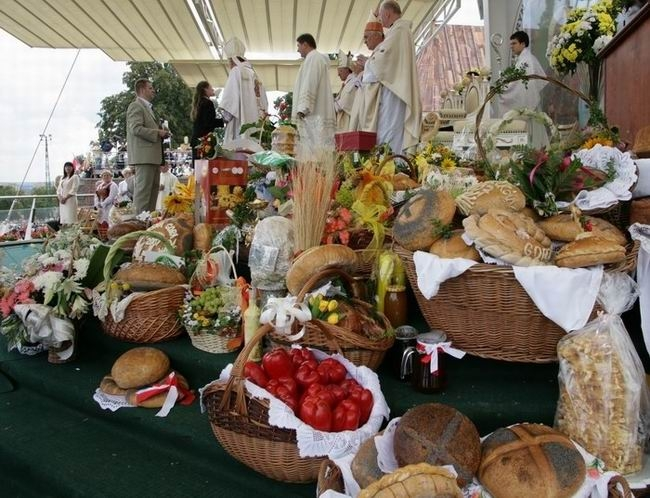
Ceremonia națională de Ziua Recunoștinței a recoltei în sanctuarul romano-catolic Jasna Góra din Częstochowa, Polonia.

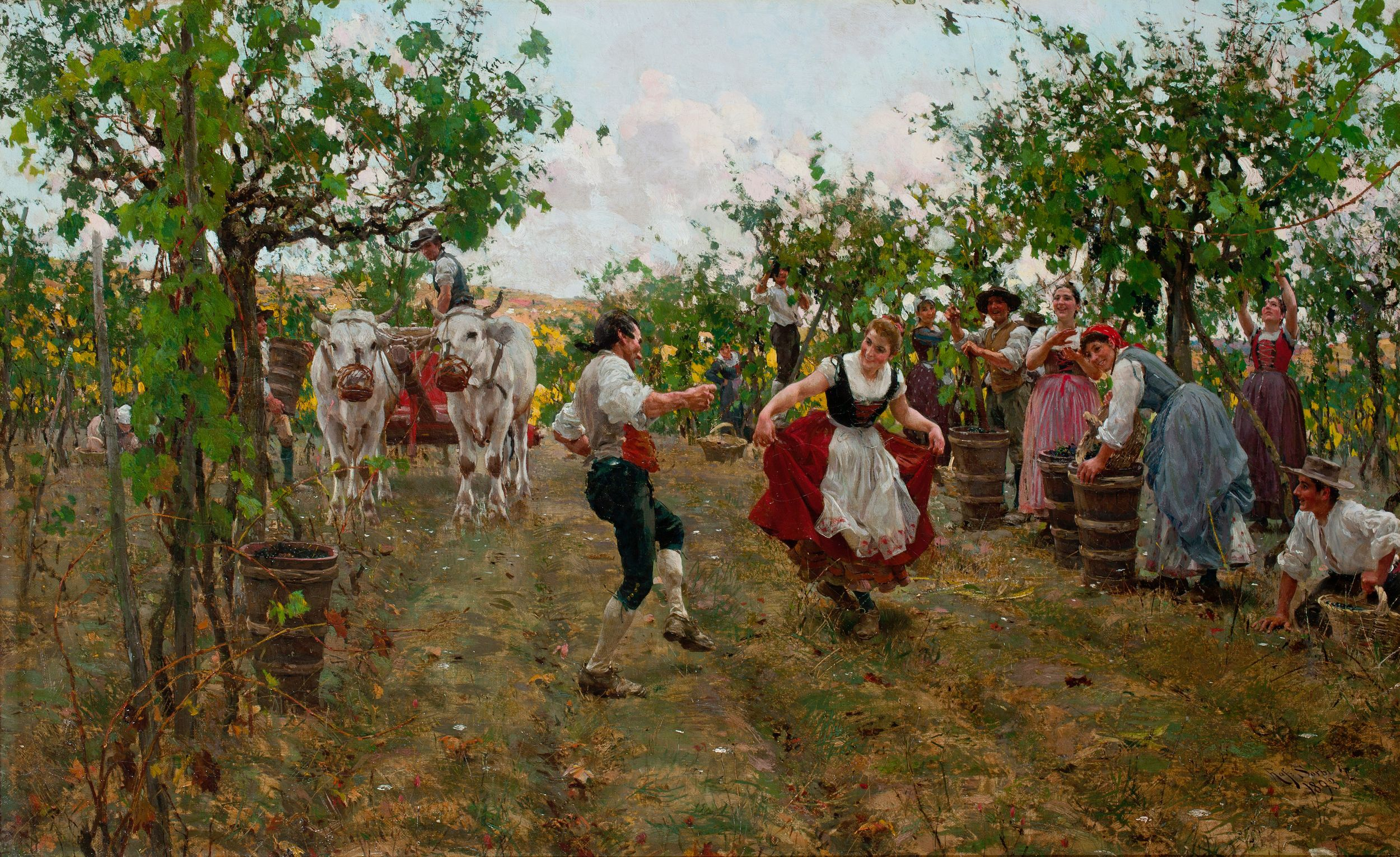
Raffaello Sorbi - Festivalul recoltei

Festivalul recoltelor este o sărbătoare anuală care are loc în jurul perioadei principalei recolte dintr-o anumită regiune. Datorită diferențelor de climă și culturi din întreaga lume, festivalurile recoltelor pot avea loc în momente diferite, în diverse locuri. Aceste sărbători includ, de obicei, mese festive, atât în familie, cât și publice, cu alimente provenite din recolte.
În Marea Britanie, mulțumirile pentru recolte bogate sunt aduse încă din timpurile păgâne. Festivalurile recoltelor au loc în septembrie sau octombrie, în funcție de tradițiile locale. Sărbătorile moderne ale recoltelor includ cântarea imnurilor, rugăciuni și decorarea bisericilor cu coșuri cu fructe și alimente. În bisericile, capelele și școlile britanice și englezo-caribiene, precum și în unele biserici canadiene, oamenii aduc produse din grădină, terenuri sau ferme. Alimentele sunt adesea distribuite persoanelor sărace și vârstnicilor din comunitatea locală sau folosite pentru strângerea de fonduri pentru biserică sau organizații caritabile.
Festivalurile recoltelor din Asia includ Festivalul Chinezesc de la Mijlocul Toamnei (中秋節), unul dintre cele mai răspândite festivaluri ale recoltelor din lume. În Iran, Mehrgan era sărbătorit fastuos la Persepolis. Nu era doar momentul recoltei, ci și perioada în care se colectau taxele. Vizitatori din diferite părți ale Imperiului Persan aduceau daruri regelui.

## Galerie

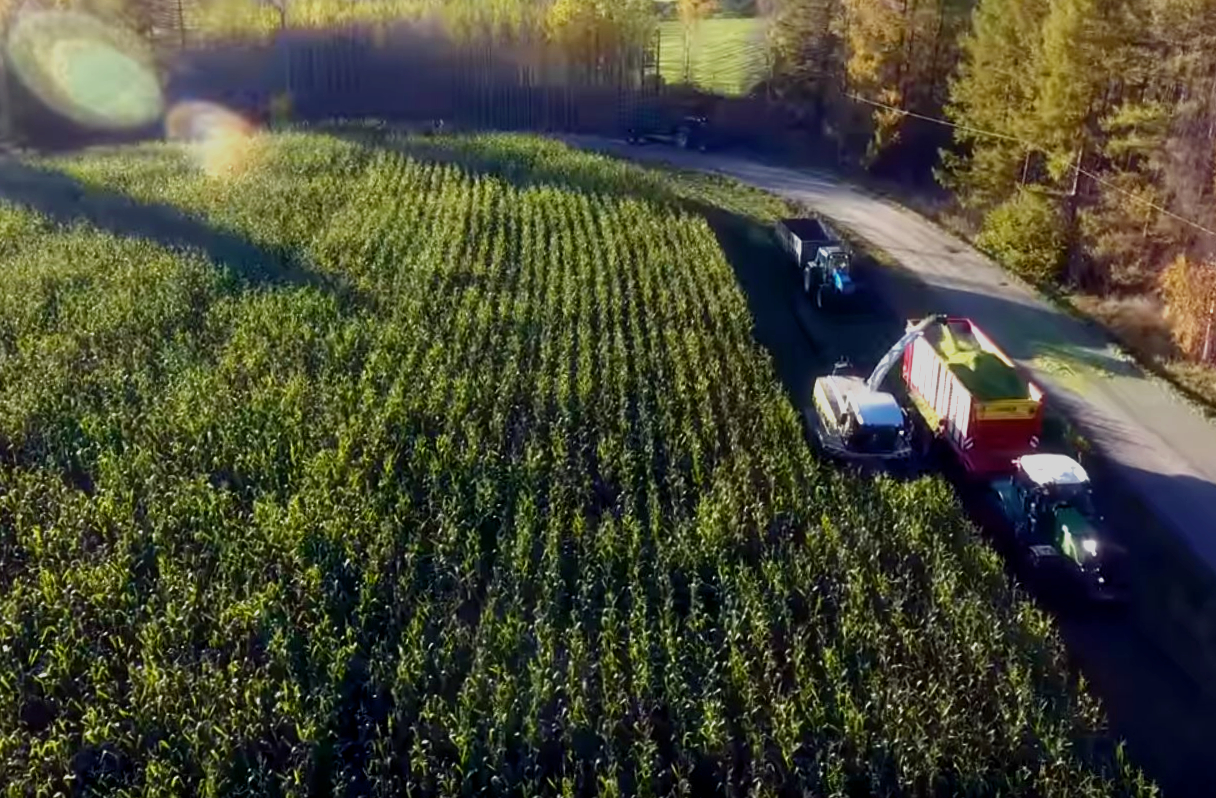
Recoltarea câmpului de porumb din Rantasalmi, Savonia de Sud, Finlanda.
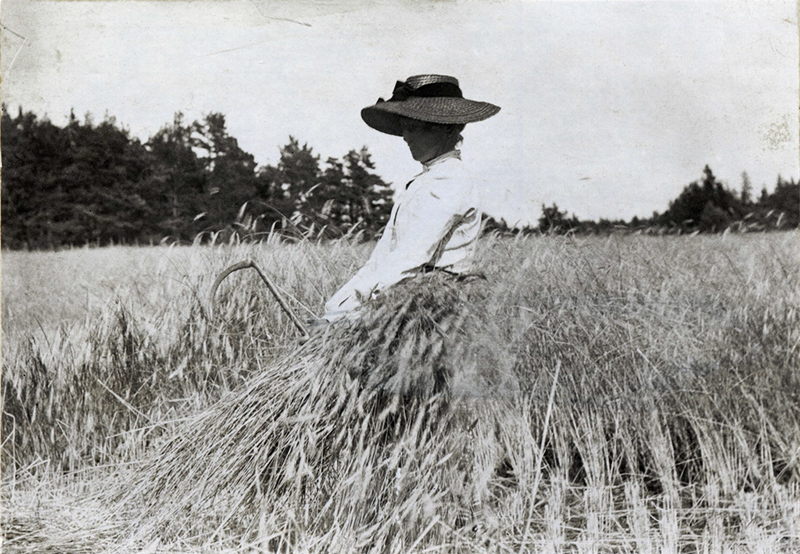
Recolta de secară în Gotland, Suedia, 1900–1910.
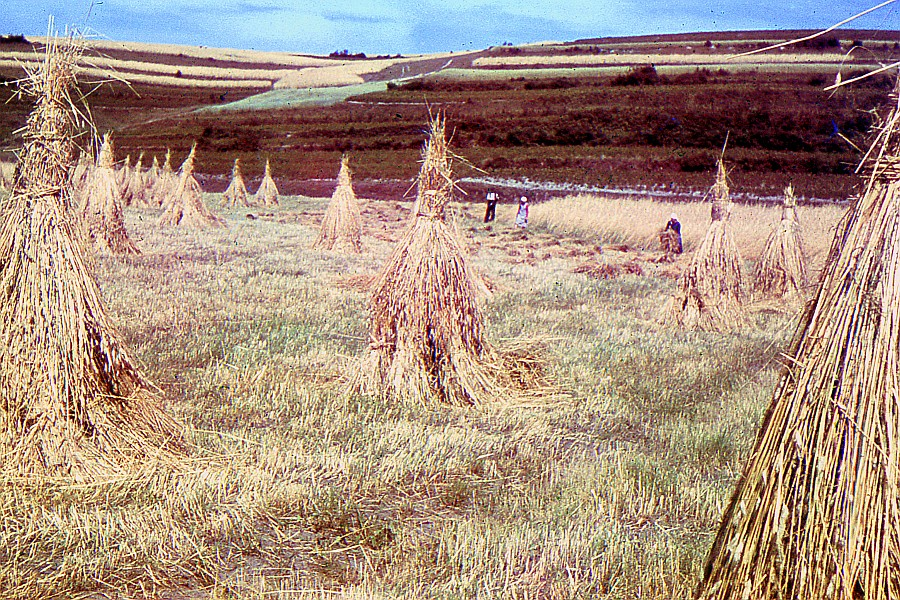
Recoltarea în Polonia, 1938.
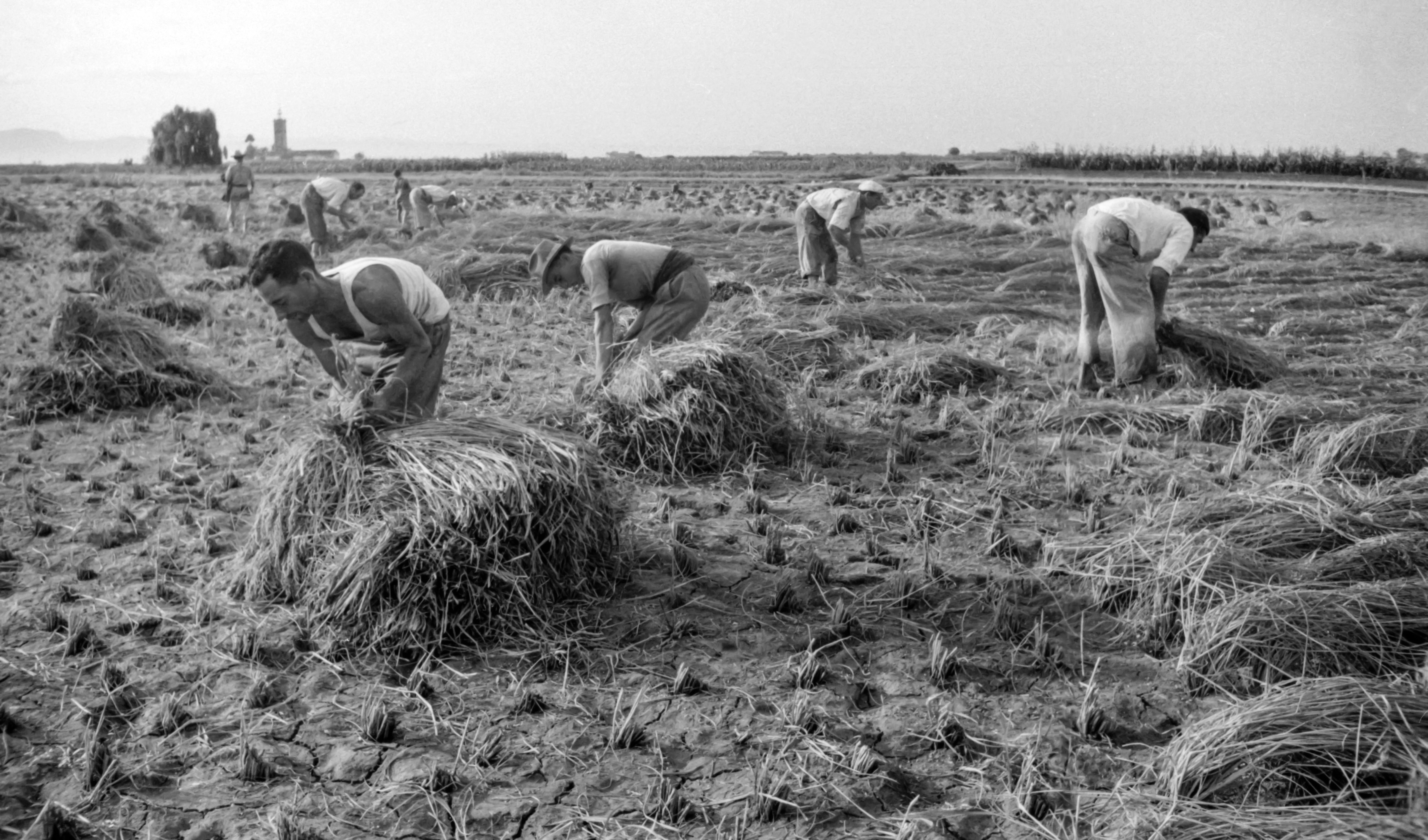
Recoltarea orezului în Alginet, Valencia, 1953.
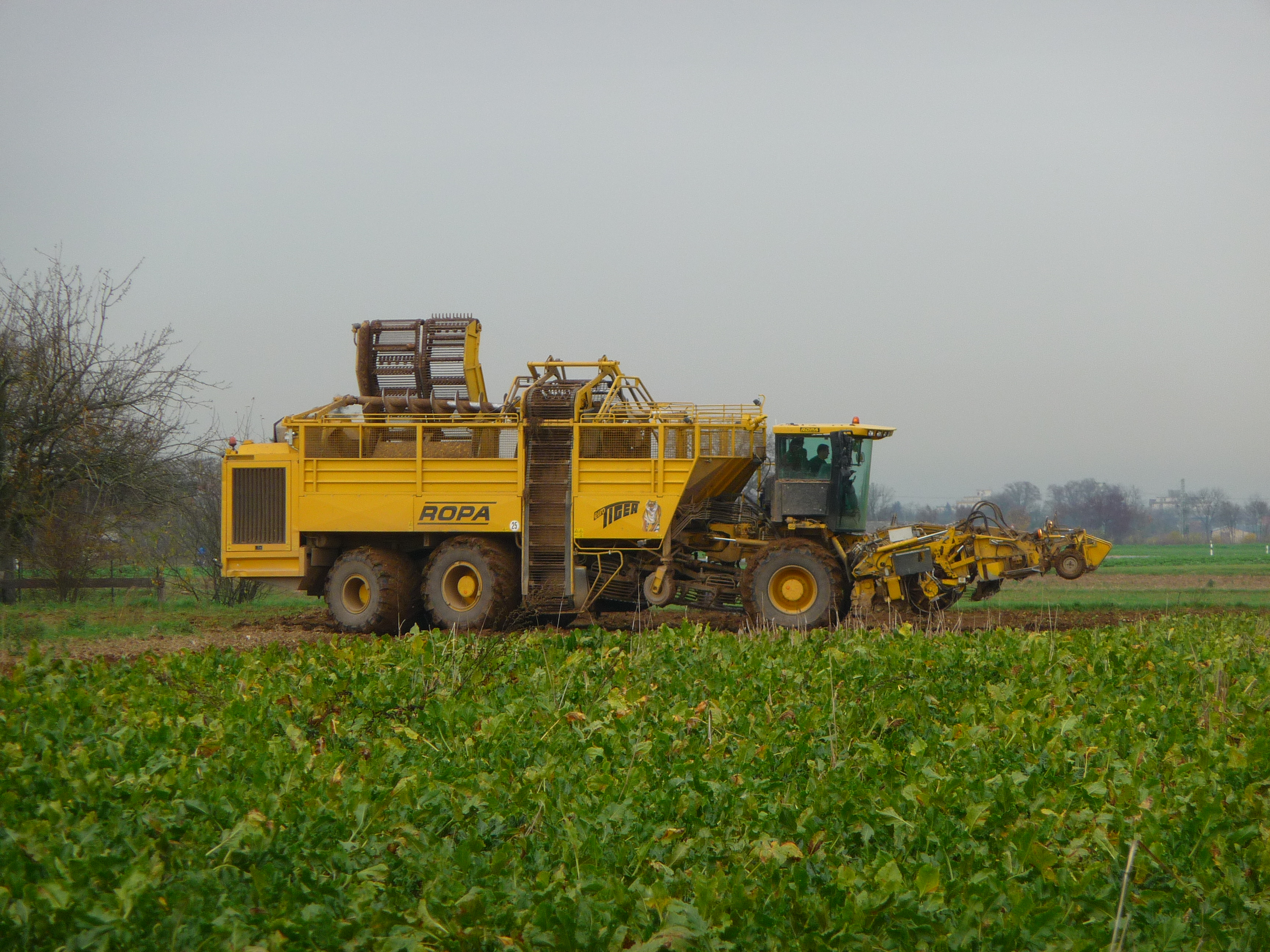
Combină de recoltat sfeclă de zahăr. Baden-Württemberg, Germania.
- Recoltarea cerealelor în Germania.